# Srebrna Kopa
Srebrna Kopa (cz. Velká Stříbrná, niem. Silberkoppe) – graniczny szczyt o wysokości 785 m n.p.m.
Jest to druga co do wysokości góra polskiej części Gór Opawskich (czes. Zlatohorská vrchovina), w Sudetach Wschodnich. Nazwa związana jest z poszukiwaniami srebra na stokach góry. Nazywana była też Glatze i Kłodna Góra. Należy do Korony Parku Krajobrazowego Góry Opawskie.